# Cucinare con amore
Cucinare con amore (Cooking With Love) è un film del 2018 diretto da Jem Garrard.

## Trama
Kelly è la produttrice televisiva di The Little Gourmet, creata dal suo mentore Amanda che si trasferirà presto e lei prendera la sua posizione. Quando si tratta di prepararsi per l'ultima stagione, la chef Betty rimane bloccata con la schiena e non è in grado di camminere e ha bisogno di un nuovo chef fino a quando lei non si sarà ristabilita, Kelly così consiglia un grande chef di nome Stephen Harris che è noto per la sua personalità calda. Sia Kelly che Stephen lavorano per rendere questa stagione una buona esperienza mentre incontrano il romanticismo lungo la strada. Durante l’ultimo episodio del programma torna la chef Betty ma a causa di un imprevisto e non può continuare e così chiama lo chef Harris che accetta e riceve la promozione che tanto desiderava come produttrice della prossima stagione. Alla fine del film Kelly e Stephen si baciano.